# Caisse (comptabilité)
Pour les articles homonymes, voir Caisse.
La caisse représente les espèces que l'entreprise possède.

La caisse est un compte d'actif qui mesure les variations des liquidités en cours d'exercice et leur montant à la fin de l'exercice.

## Enjeux de la caisse
Le compte caisse permet de représenter la valeur des espèces. Il a comme caractéristique de ne pas affecter une recette particulière à une dépense particulière. C'est le principe d'unité de caisse. Une analyse de ce compte vérifiera surtout la nature des flux de la caisse afin de vérifier d'éventuels abus de biens sociaux, vols… 
L'avantage d'une comptabilité uniquement de caisse est l'objectivité puisqu'il n'y a pas de charges et produits calculés.

## Utilisation du compte caisse

### Finance et caisse
La caisse est une disponibilité au bilan au même titre que les comptes banque et certaines valeurs mobilières de placement. La caisse constitue donc une part élémentaire de la trésorerie de l'entreprise. Ce compte ne nécessite pas de retraitement lors de la construction du bilan fonctionnel ou des tableaux de trésorerie. Un moyen efficace d'analyser la caisse est de réaliser un budget de trésorerie.